# 道坂トンネル
道坂トンネル（どうざかトンネル）は、山梨県南都留郡道志村川村と山梨県都留市大野を結ぶトンネルである。

## 概要
標高1,080メートル。道志川に沿った山脈である御正体山と菜畑山の尾根上である道坂峠を貫いている。竣工1990年（平成2年）10月、全長：476メートル、巾：7メートル、高さ：4.5メートル。二車線道路である。施工は大日本土木株式会社（現地の説明看板より）。山梨県道24号都留道志線はかつて道坂隧道として繋がっていたが、同トンネルの開通によって安全性が増した。また道志村から都留市へは山中湖を経由して通行しなければならなかったが、同道路およびトンネルの開通により利便性も飛躍的に向上した。なお、道坂隧道（旧道坂トンネル）は現トンネルの脇道（旧道）に存在していたが、現在は完全に塞がれている。